# 联苯胺
联苯胺（分子式：(C6H4NH2)2），即“4,4'-二氨基联苯”，是联苯衍生物之一。

## 性质
白色或微带淡红色的稳定针状结晶或粉末，可燃，露置于空气中光线照射时颜色加深，市售商品常呈褐色或深紫褐色。难溶于冷水，微溶于热水、乙醚，易溶于乙酸、稀盐酸和沸乙醇。可以从热水中重结晶出联苯胺一水合物。
联苯胺是二元弱碱，两个pKa分别为9.3 × 10-10和5.6 × 10-11。一般常用的是联苯胺的盐类，工业上多用其硫酸盐，而实验室中多用盐酸盐和乙酸盐。
化学性质与苯胺类似，可以与亚硝酸发生重氮化反应生成重氮盐，此盐与芳香胺或酚偶联，可得到多种联苯胺染料。联苯胺曾是染料合成的重要中间体，从它可以合成超过300种染料，但由于它的毒性很强，现已改用其他毒性较小的原料。联苯胺及其盐都是有毒且会致癌的物质，固体及蒸汽都很容易通过皮肤进入体内，引起接触性皮炎，刺激黏膜，损害肝和肾脏，且会造成膀胱癌和胰腺癌。联苯胺的浓度只要达到6.7ppb，对人体就有致癌的风险。
联苯胺的使用在中国、美国和世界上很多国家都是禁止的，但是联苯胺含量超标的毛巾在中国市场上“過去”广泛存在。2007年央视《每周质量报告》对浙江省毛巾产品的一项抽查检测中，合格率仅有两成，其中有一些易掉色的毛巾含有超标的联苯胺，有些甚至超标上百倍。此类毛巾被倾销到台湾和德国等地。
联苯胺会与氧化性的物质反应，生成深色的醌衍生物。此性质曾用于检测血液的存在，血液中的酶可以与联苯胺作用，生成蓝色物质。也可通过类似的反应来鉴定氰化物。不过由于联苯胺的毒性，这个应用已经在很大程度上被酚酞／过氧化氢+鲁米诺试剂所代替。

## 制备
用铁粉将硝基苯还原为氢化偶氮苯（1,2-二苯基肼），然后氢化偶氮苯在无机酸催化下重排，即可得到联苯胺。后一步重排也称为联苯胺重排反应，其过程是分子内的，可看作是σ迁移反应，但是具体的机理仍无完全统一的定论，是有机化学中悬而未决的问题之一。重排反应中也会产生少量的副产物，包括其他氨基联苯和半联胺等。工业上，反应后得到的是联苯胺的盐酸盐，加浓硫酸则得到联苯胺硫酸盐。